# Арбузинка (Казахстан)
Арбу́зинка (каз. Арбузинка) — село у складі Сандиктауського району Акмолинської області Казахстану. Входить до складу Берліцького сільського округу.
Населення — 187 осіб (2021; 173 у 2009, 150 у 1999, 272 у 1989).
Національний склад станом на 1989 рік:
- чеченці — 100 %.